# Petre Steinbach
Petre Steinbach (Temesvár, 1º gennaio 1906 – 1996) è stato un calciatore e allenatore di calcio rumeno. Apparteneva al gruppo degli svevi del Banato.

## Carriera

### Giocatore
Steinbach iniziò la sua avventura calcistica nel 1925 nel RGM Timișoara. Nel 1928 si trasferì al Colțea Brașov dove vinse un campionato romeno. In seguito si accasò all'Unirea Tricolor Bucarest, squadra dove giocò per 10 anni e concluse la carriera da calciatore nel 1940 nell'Olympia Bucarest.
Con la Nazionale rumena, Steinbach disputò 18 partite e partecipò al Mondiale 1930 nonostante non scese in campo.

### Allenatore
Dopo il secondo conflitto mondiale, Steinbach divenne allenatore. Dal 1947 al 1948 allenò l'ITA Arad e poco dopo, divenne commissario tecnico della Nazionale rumena. Con Steinbach alla guida, la Romania incassò la peggior sconfitta della sua storia: 0-9 contro l'Ungheria. Nel 1960 fu CT della selezione giovanile rumena ma, al ritorno da un torneo disputatosi a Vienna, fu arrestato. Nel 1963, Steinbach ebbe la sua ultima esperienza calcistica come allenatore del Farul Constanța, esperienza che durò fino all'anno successivo. Nel 1975, decise di trasferirsi in Germania e nel 1996 morì nel paese allemano.

## Palmarès

### Giocatore

#### Club
- Campionato rumeno: 1

Colțea Brașov: 1928

#### Nazionale
- Coppa dei Balcani per nazioni: 1

1929/31

### Allenatore
- Campionato rumeno: 2

ITA Arad: 1947, 1948
- Coppa di Romania: 1

ITA Arad: 1948